# غوردون كونلي
غوردون كونلي (بالإنجليزية: Gordon Connelly)‏ (1 نوفمبر 1976 بغلاسكو في المملكة المتحدة - ) هو لاعب كرة قدم بريطاني في مركز الهجوم. لعب مع كوين أوف ساوث ونادي ساوثيند يونايتد ونادي كارلايل يونايتد ونادي يورك سيتي ونادي ستنهاوسموير ونادي أردريونيانز وبيرويك راينجرز.

## وصلات خارجية
- غوردون كونلي على موقع قاعدة بيانات كرة القدم.إي يو (الإنجليزية)
- غوردون كونلي على موقع Soccerbase.com (لاعب) (الإنجليزية)